# Linden (Indiana)
Linden é uma cidade  localizada no estado americano de Indiana, no Condado de Montgomery.

## Demografia
Segundo o censo americano de 2000, a sua população era de 700 habitantes.
Em 2006, foi estimada uma população de 692, um decréscimo de 8 (-1.1%).

## Geografia
De acordo com o United States Census Bureau tem uma área de
0,7 km², dos quais 0,7 km² cobertos por terra e 0,0 km² cobertos por água. Linden localiza-se a aproximadamente 244 m acima do nível do mar.

## Localidades na vizinhança
O diagrama seguinte representa as localidades num raio de 20 km ao redor de Linden.